# Copelatus gabonicus
Copelatus gabonicus är en skalbaggsart som beskrevs av Bilardo och Pederzani 1978. Copelatus gabonicus ingår i släktet Copelatus och familjen dykare. Inga underarter finns listade i Catalogue of Life.